# Anișoara Radu
Anișoara Radu (n. 8 iunie 1968, Tulcea, Tulcea, România) este un deputat român, ales în 2016, validat pe 16 ianuarie 2017. Anișoara Radu a fost validată după ce deputata Andaluzia Luca a demisionat din Parlament. 